# Rudolf Hausner
Rudolf Hausner, född 4 december 1914 i Wien, död 25 februari 1995 i Mödling, Niederösterreich, var en österrikisk bildkonstnär, grafiker och betydande företrädare för Den fantastiska realismens skola i Wien. Han är far till bildkonstnären och scenografen Xenia Hausner (*1951) och filmregissören Jessica Hausner (*1972).

## Liv och verk
Rudolf Hausners far var handelsanställd och målade på fritiden, vilket tidigt gjorde hans son intresserad av konst. Från 1923 till 1931 gick han på gymnasiet i Wien. Därefter antogs han vid Wiens konstakademi som elev till Carl Fahringer och Karl Sterrer. Som pianist i Pinguin Jazz Quartett besökte han England, Frankrike, Italien, Schweiz, Grekland, Turkiet, Egypten och Skandinavien.
1937 blev Rudolf Hausner inkallad till österrikiska armén. Efter Anschluß 1938 belades hans arbeten med ett utställningsförbud genom ett nazistiskt organ kallat Reichskulturkammer. Det var ett kulturpolitiskt organ som hade upprättats i Tyskland i september 1933 av propagandaminister Joseph Goebbels och som hade till uppgift att främja "äkta kultur och konst" inom Tredje riket. 1941 inkallades Rudolf Hausner av den tyska Wehrmacht till krigstjänst. 1942 gifte han sig med Grete Czingely. 1943 frikallades Hausner från krigsmakten och användes istället civilt som teknisk ritare inom rustningsindustrin. 1944 gifte han om sig med Irene Schmied. I krigets slutskede 1945 blev han återigen inkallad, till luftvärnet.
Hans första konstnärliga fas var influerad av impressionism och expressionism. Efter kriget återupptog Rudolf Hausner arbetet i sin ateljé vilken hade skadats svårt av bombanfall under Wienoffensiven. 1946 grundade han ihop med Edgar Jené, Ernst Fuchs, Wolfgang Hutter och Fritz Janschka en surrealistisk grupp inom ramen för Art-Club. Senare anslöt sig Anton Lehmden och Arik Brauer till denna löst sammansatta konstnärsgrupp. Det följdes av en första gemensam utställning i Wiens konserthus. Hausners målning Aporisches Ballett (1946) skapade en del rabalder vid detta tillfälle.
1951 gifte sig Hausner för tredje gången, med Hermine Jedliczka, och blev far till dottern Xenia samma år. 28 juni 1952 dömdes Rudolf Hausner till två års fängelse för delaktighet i Affäre Grill (Grillaffären), där han hjälpt till att undanhålla ädelmetall (guld och silver) stulen ur det österrikiska statsarkivet av arkivarien Otto Grill. 1956 avslutade Hausner efter sex års arbete sitt centrala verk Die Arche des Odysseus. 1957 tillkom Hausners första bild av Adam, ett motiv han ständigt skulle variera därefter. Han försökte framställa medvetna och omedvetna processers likvärdiga existens och råkade därmed i konflikt med den populära rättstavningen av surrealism hos andra konstnärer och konstkritiker. 1959 medverkade Rudolf Hausner vid den andra samtidskonstutställningen av documenta i Kassel. Samma år deltog han i den utställning på Belvedere i Wien, vilken innebar ett internationellt genombrott både för honom och för Den fantastiska realismens skola. För övrigt höll Rudolf Hausner föredrag och var gästföreläsare i Hamburg och Tokyo. Från 1966 undervisade han vid Konsthögskolan i Hamburg och från 1968 som professor vid Wiens konstakademi. Gottfried Helnwein var en av hans tidiga studenter där. 1969 separerade Hausner från sin tredje fru Hermine Jedliczka och flyttade till wienerstadsdelen Hietzing tillsammans med sin dotter Xenia och Anne Wolgast, som han hade träffat i Hamburg. 

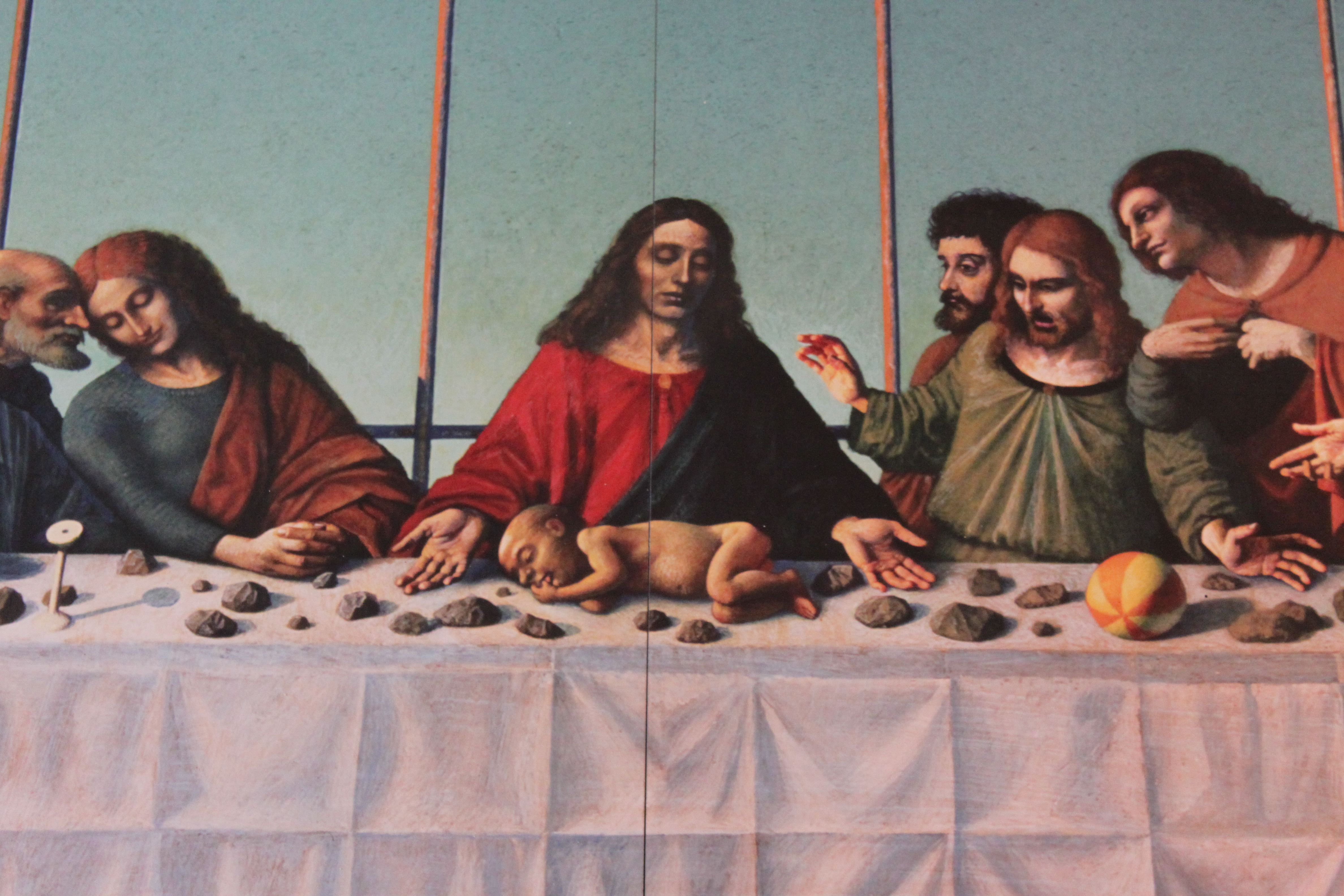
Adam inför auktoriteterna II (1994), detalj, konsthallen Karmeliterkirche i Wiener Neustadt.

1997 fick han en gata uppkallad efter sig, Rudolf Hausner Gasse i wienerstadsdelen Donaustadt. Han finns representerad på Phantastenmuseum i Wien.

### Fotnoter
1. ↑  Historikern, arkivarien, författaren och Karl May-experten Otto Grill (1909-1983) stal stora mängder guld och silver ur kungahus-, hov- och statsarkiv mellan 1948 och 1951, tillsammans med värdefulla böcker. Det betraktas som en av de största arkivskandalerna någonsin. Han dömdes till sju års fängelse. Se Michael Hochedlinger och Thomas Just: "Diese Diebstähle sind einzig in der Geschichte aller Archive der Welt". Die Affäre Grill 1951-1953. Ein Beitrag zur Personengeschichte des Haus-, Hof- und Staatsarchivs zwischen 1. und 2. Republik. (Ingår i: Mitteilungen des Österreichischen Instituts für Geschichtsforschung. Band 113, 2005) s. 362-388, här s. 384.
2. ↑  Tempera, harts, olja på plywood, 85x141 cm. Målningen finns på Wien Museum Karlsplatz